# Salyavata variegata
A Salyavata variegata a rovarok (Insecta) osztályának félfedelesszárnyúak (Hemiptera) rendjébe, ezen belül a rablópoloskafélék (Reduviidae) családjába tartozó faj.

## Előfordulása
A Salyavata variegata előfordulási területe a Costa Rica-i őserdő.

## Életmódja
Habár a termeszek (Isoptera) bolyait jól védik a termeszvár szilárd falai és a betolakodókra ragacsos folyadékot lövellő termeszkatonák, a Salyavata variegata nevű rovar lárvája azonban túljár e védelem eszén. A lárva a csápjaiból kibocsátott ragacsos anyaggal a hátára ragasztja a Nasutitermes corniger nevű termesz bolyának egy kis darabkáját, s azt szőrszerű nyúlványaival ott jól rögzíti. A vak termeszkatonák keresztülfutnak a lárván, mert azt hiszik, hogy az otthonuk egy darabkája. Ez a módszer álcázást is szolgál, mivel a termeszvár darabkája elrejti a rovart legfőbb ellenségeitől, a gyíkoktól. A legmeglepőbb e rablópoloskafélénél, a táplálékszerzési módszere. A Salyavata variegata magához csalogatja áldozatait. Csalétekként felfalt áldozatainak testét használja fel. Kiragadja a bolyból az első termeszt, s kiszívja annak puha belsőségét, majd az áldozat üreges vázát a boly nyílása föle vonszolja, sőt meg is lengeti ott, s ezzel felhívja rá a bent lévők figyelmét. Amikor a dolgozók jönnek „eltakarítani”, a Salyavata variegata elkap még egyet közülük.